# Сидорика Олексій Олександрович
Олексі́й Олекса́ндрович Сидорика — старший лейтенант Збройних сил України, 79-та окрема аеромобільна бригада.
Заступник командира аеромобільно-десантної роти — інструктор повітрянодесантної підготовки. З 19 жовтня 2014 року виконував бойове завдання з утримання зайнятих позицій у Донецькому аеропорту. Підпорядкований йому підрозділ стримував та відбивав численні наступи терористів.

## Нагороди
- орден Богдана Хмельницького III ступеня (27.11.2014).